# Merremia aturensis
Merremia aturensis är en vindeväxtart som först beskrevs av Carl Sigismund Kunth, och fick sitt nu gällande namn av Hallier f. Merremia aturensis ingår i släktet Merremia och familjen vindeväxter. Inga underarter finns listade i Catalogue of Life.